# Arrondissement du pays de Mansfeld
 (mai 2024).
Si vous disposez d'ouvrages ou d'articles de référence ou si vous connaissez des sites web de qualité traitant du thème abordé ici, merci de compléter l'article en donnant les références utiles à sa vérifiabilité et en les liant à la section « Notes et références ».
Pour les articles homonymes, voir Mansfeld.
L'arrondissement du pays de Mansfeld (Landkreis Mansfelder Land) était une subdivision territoriale du Land de Saxe-Anhalt, en Allemagne. Créé en 1994, il a fusionné le 1er juillet 2007 avec d'autres arrondissements pour former l'arrondissement de Mansfeld-Harz-du-Sud.

## Géologie
Les terrains permiens incluent des schistes bitumineux riches en minerai de cuivre, dits schistes de Mansfeld.